# W cieniu Auschwitz
W cieniu Auschwitz – książka autorstwa Edwarda Hałonia, wydana przez Wydawnictwo Państwowego Muzeum Oświęcim-Brzezinka.
Autor przedstawia swoje wspomnienia z lat 30. XX w., kiedy to mieszkał w Brzeszczach, mieście położonym obok Oświęcimia, a także działania konspiracyjne podczas II wojny światowej. Opisuje także proces organizowania ucieczek z Auschwitz i pisanie raportów dla rządu RP na uchodźstwie.